# Philonotis mercieri
Philonotis mercieri là một loài rêu trong họ Bartramiaceae. Loài này được Paris & Broth. mô tả khoa học đầu tiên năm 1902.